# Atlético Junior
Club Deportivo Popular Junior F.C. S.A. (zkráceně Atlético Junior či Junior, známý též jako Junior de Barranquilla) je kolumbijský fotbalový klub z města Barranquilla. Junior je také nazýván “Los Tiburones” ( Žraloci ).
Hraje na stadionu Estadio Metropolitano Roberto Meléndez. Dresy jsou červeno-bílé.

## Historie

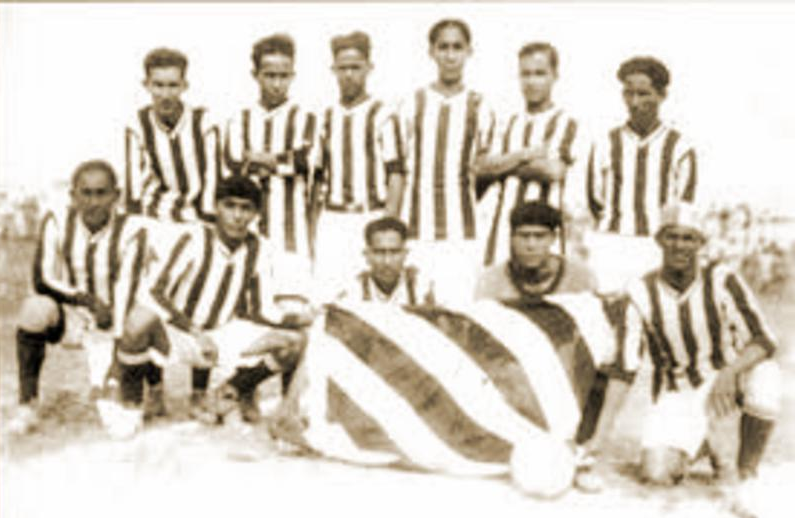
Tým Juventud Junior v roce 1929

Klub byl založen v roce 1924 jako Juventud Infantil. Pak se přejmenoval na Juventud Junior. Pak se přejmenoval na Atlético Junior, pod tímto názvem je dodnes také známý.
Klub přitahoval mezinárodní pozornost poprvé, když v roce 1968 vstoupila do klubu na krátkou dobu legendární brazilská Garrincha.
Na národní sportovní úrovni má dvanáct oficiálních titulů: devět titulů první divize, dva tituly Kolumbijského poháru a kolumbijská super liga. Junior mezinárodním měřítku se stal finalistou Copa Sudamericana a semifinalistou Copa Libertadores de América. Je to nejdůležitější tým na karibském pobřeží země.

## Úspěchy
Domácí
- Categoría Primera A

Vítěz (9): 1977, 1980, 1993, 1995, 2004–II, 2010–I, 2011–II, 2018–II, 2019–I
- Copa Colombia

Vítěz (2): 2015, 2017
- Superliga Colombiana

Vítěz (1): 2019
Mezinárodní
- Copa Sudamericana

Finalista (1): 2018